# Касторский, Алексей Васильевич
Алексей Васильевич Касторский (17 января 1869, Кострома — 8 сентября 1944, Москва) — руководитель хора, композитор, музыкальный педагог, теоретик.

## Биография

### Семья
Происходит из семьи священников. Двоюродный брат — известный оперный певец Владимир Иванович Касторский.

### Образование
Музыкальное образование А. В. Касторский получил в Петербургской придворной капелле и Петербургской консерватории (учился у Н. А. Римского-Корсакова).

### Деятельность
В Пензе дирижировал хорами разных церквей, был постоянным дирижёром хора Церкви Петра и Павла.
Преподавал в различных музыкальных заведениях Пензы, организовал хоровую студию, написал несколько учебников, в частности, «Начальное пение» в двух частях, «Курс изучения музыкального счета», составил сборник «Церковные хоры».
Много сочинял для церковного хора. В Абхазии, куда семья переехала в 1927 году, продолжал преподавательскую деятельность, написал теоретическое исследование «Абхазская песня».

### Смерть
В 1936 году вместе с семьей переехал в Москву, где до самой смерти преподавал в Училище им. Октябрьской революции. Скончался 8 сентября 1944 года в Москве. Похоронен на Введенском кладбище (23 уч.).

## См.также
Касторский, Владимир Иванович
Государственная академическая капелла Санкт-Петербурга
Римский-Корсаков, Николай Андреевич

## Внешние ссылки
- Министерство культуры и туризма Пензенской области: великие люди культуры
- Церковные песнопения в обработке Касторского на сайте iKлирос Архивная копия от 6 марта 2017 на Wayback Machine